# Earth Division
Az Earth Division a Mogwai tizedik középlemeze, amelyet 2011. szeptember 12-én adott ki a Rock Action Records az Egyesült Királyságban és 13-án a Sub Pop az Amerikai Egyesült Államokban.
Az albumból nem tudtak promóciós változatot megjelentetni, mivel a PIAS Entertainment Group logisztikai központja, ahol a kópiákat tárolták, a 2011-es angliai zavargások során leégett. A lemezt a Hardcore Will Never Die, But You Willel egyidőben vették fel.

## Számlista
Az összes dal szerzője a Mogwai. 
| 1.    | Get to France (dalszövegét John Cummings írta) | 2:27 |
| 2.    | Hound of Winter                                | 3:54 |
| 3.    | Drunk and Crazy                                | 5:29 |
| 4.    | Does This Always Happen?                       | 4:45 |
| 16:35 |                                                |      |

## Fogadtatás
A Pitchfork Media a lemezt 6,4 pontra értékelte a 10-ből, ezt azzal indokolták, hogy az album szerintük nem volt akkora áttörés, valamint hűvös és nyugodt; úgy érzékelték, hogy a zenekar „filmzene módban” van. Heather Steele, a The 405 kritikusa ezzel egyetértve a következőket tette még hozzá: „az Earth Divisionnek nincs meg az egyedisége, inkább egységes csendre hasonlít”. A pontozásban viszont engedékenyebb volt, ő 8 pontot adott; szerinte „a dalok pillanatképek vegyes stílusukról, és megmutatják, mire képesek”. Michael Brown, a Drowned in Sound írója szerint a négy szám „teljesen különbözik, de legalább annyira fontosak, mint az album [Hardcore Will Never Die, But You Will], amelyről kimaradtak”. Szerinte ha a Mogwai akusztikus lemezt szeretett volna készíteni, „nem ez lett volna a legrosszabb döntésük”. Andy Gill, a The Independent szerzője másokhoz hasonlóan filmzenealbumnak sorolta be, és négy csillagot adott a lehetséges ötből.

## Közreműködők

### Mogwai
- Stuart Braithwaite – gitár, ének
- Dominic Aitchison – basszusgitár
- Martin Bulloch – dob
- Barry Burns – billentyűk
- John Cummings – gitár, zongora
- Luke Sutherland – hegedű, húrok

### Gyártás
- Paul Savage – producer

## Fordítás
Ez a szócikk részben vagy egészben  az   Earth Division című angol Wikipédia-szócikk ezen változatának fordításán alapul.  Az eredeti cikk szerkesztőit annak laptörténete sorolja fel. Ez a jelzés csupán a megfogalmazás eredetét és a szerzői jogokat jelzi, nem szolgál a cikkben szereplő információk forrásmegjelöléseként.